# Großohr-Schlitznase
Die Großohr-Schlitznase (Nycteris macrotis) ist eine in Afrika verbreitete Fledermaus in der Familie der Schlitznasen. Eine Population vom Fluss Save in Mosambik wird entweder zu dieser Art gezählt oder sie hat als Nycteris vinsoni Artstatus. Auch bei anderen Populationen ist eine taxonomische Untersuchung notwendig.

## Merkmale
Die Art ist mit einer Kopf-Rumpf-Länge von 60 bis 70 mm, einer Schwanzlänge von 45 bis 65 mm und einem Gewicht von 15 bis 18 g ein kleiner Vertreter ihrer Gattung. Sie besitzt 45 bis 50 mm lange Unterarme, 10 bis 14 m lange Hinterfüße und die namensgebenden großen Ohren mit 27 bis 34 mm Länge. Auf der Oberseite der Schnauze befindet sich der für die Familie typische Schlitz, der durch das einfache Nasenblatt verläuft. Das lange struppige Fell hat oberseits meist eine rotbraune bis graubraune Farbe, während die Unterseite heller ist. Es gibt eine leuchtend orangefarbene Variante. Die nackten Flughäute sind dunkelbraun gefärbt. Die Großohr-Schlitznase hat einen diploiden Chromosomensatz mit 40 Chromosomen (2n=40).

## Verbreitung
Das Verbreitungsgebiet reicht von Senegal in Westafrika bis nach Sudan und Somalia, sowie nach Süden hin bis in den Norden Angolas, den Norden Botswanas und den Norden Mosambiks. Diese Fledermaus lebt im Flachland und in Gebirgen bis 2200 Meter Höhe. Sie bewohnt feuchte Wälder, feuchte und trockene Savannen sowie angrenzende Landschaften.

## Lebensweise
Die Exemplare ruhen am Tage einzeln oder in Gruppen mit 10 bis 20 Mitgliedern in Baumhöhlen, in kleineren Felshöhlen, in Durchlässen unter Straßen oder unter Dächern. Die Großohr-Schlitznase jagt Insekten wie Käfer, Termiten und Schmetterlinge mit Hilfe der Echoortung. Dabei sendet sie eine Melodie aus, deren stärkste Intensität bei 29, 49, 70 und 80 kHz liegt. Laut Studien aus Ostafrika könnte sich die Fortpflanzung auf zwei Zeiträume innerhalb eines Jahres konzentrieren. Pro Wurf wird ein Jungtier geboren.

## Gefährdung
In begrenzten Regionen wirkt sich die Umwandlung von Wäldern in Ackerflächen negativ auf den Bestand aus. Die IUCN listet die Großohr-Schlitznase als nicht gefährdet (least concern), da sie häufig angetroffen wird.